# Die Kinder der Toten
Die Kinder der Toten ist ein 1995 im Rowohlt Verlag veröffentlichter Roman von Elfriede Jelinek, der allgemein als ihr Opus magnum angesehen wird.
Die Kinder der Toten wurde 1996 mit dem Bremer Literaturpreis ausgezeichnet. Der Roman ist neben dem Internetroman Neid Jelineks umfangreichstes Werk und ist berüchtigt für seine Figurenvielfalt, seine verschlungenen Handlungsstränge und seine ironisch-zeitkritischen Querverweise. Gattungsspezifisch ist er dem postmodernen Roman und der Schauerliteratur zuzurechnen. Jelinek selbst bezeichnet ihn als einen „Gespensterroman in der Tradition der gothic novel“.
Der Roman stellt eine intensive Beschäftigung mit der Erinnerung und der Verdrängung des Holocaust dar. Damit einher geht eine assoziative, sprachspielende Schreibweise, welche die lineare Erzählzeit beständig durch geloopte und wiederholte Erzählstränge bricht.
Der Roman nimmt eine einmalige Stellung in der deutschen Literaturgeschichte ein, da alle seine Figuren Untote im Verwesungsstadium sind und in Manier des Splatters als tumbe Zombies vorgeführt werden. Gudrun Bichler, Edgar Gstranz und Karin Frenzel sind die drei Hauptuntoten, sprechunfähig, sexbesessen und brutal. Ihnen steht die Masse der Holocaustopfer gegenüber, die über das Paar Gudrun und Edgar zu neuem Leben gelangen wollen. Dies misslingt, da Gudrun und Edgar ebenfalls untot sind. Das Romansetting versinkt in einer Schlamm-Mure.

## Form
Der Roman ist in 35 Kapitel gegliedert, eingerahmt von Prolog und Epilog. Eröffnet wird der Roman durch eine Danksagung an den „Satanismusforscher“ Josef Dvorak auf Seite 4 und durch eine Grafik des Künstlers Eran Schaerf auf Seite 5, deren hebräische Schriftzeichen besagen:
„Die Geister der Toten, die solange verschwunden waren, sollen kommen und ihre Kinder grüßen.“
Nach Auskunft von Delf Schmidt, dem Lektor von Elfriede Jelinek, handelt es sich bei diesem Motto – entgegen unbelegten Deutungen, der Spruch entstamme der Thora oder der Kabbala – um Jelineks eigenen ins Hebräische übersetzten Satz. Nach Schmidt solle die Grafik wie eine Mesusa den Roman schützen.

## Handlung und Erzählweise
Ausgangspunkt des Romangeschehens bildet im Prolog ein Busunfall in den Bergen. Die auktoriale Beschreibung des Unfallgeschehens lässt ausgerechnet die Unfallursache, die Kollision zweier Busse, aus und widmet sich ausführlich dem traumatisierten Szenario nach dem Unfall. Mit der Beobachtung der Beseitigung der Unfalltrümmer assoziiert die Erzähler-Instanz das emotionslose Wegschaffen der Leichenberge (im Holocaust) – nach ihrer Ermordung. Damit ist im Prolog das Thema gesetzt: Die Nachbereitung der Katastrophe rührt die Ursache nicht mehr an, sondern beschäftigt sich nur mehr mit den „Aufräumarbeiten“. Der Roman ist demnach eine Anklage an das Vergessen der Ursache des Massenmordens (im Nationalsozialismus) und formuliert ein phantastisches Erinnerungsprojekt, das einen Einlass der ursächlichen Vergangenheit wünscht.
Der Roman spielt, wie beinahe die gesamte Literatur Jelineks, in der Steiermark und in Wien. Schauplätze sind die Pension „Alpenrose“ in der Steiermark, die Wallfahrtskirche Maria Zell, die Berge, Talschluchten und ein Betonbecken im Wald. Schauplätze in Wien sind der Zentralfriedhof, Altbauwohnungen und Keller von Krankenhäusern und der Psychiatrie „Am Spiegelgrund“, Euthanasieanstalt von 1940 bis 1945.
Mit zunehmendem Verlauf verändern sich die zunächst realistisch beschriebenen Orte aber auf phantastische Weise, wie man sie aus romantischen Schauergeschichten kennt, und bilden keinen festen Orientierungspunkt mehr. Die Pension Alpenrose rutscht in eine andere Raum- und Zeitordnung, der Roman nennt sie einen geschlechtlichen „Geschichtsraum“. Im letzten Romandrittel strömen die toten NS-Opfer in die Pension. Die altertümlichen Koffer stapeln sich, auf den Treppen hört man das Stimmengewirr und Fußgetrappel. Im Speisesaal schließlich aber wächst auf dem Mobiliar Menschenhaar, auf den Fensterbänken wachsen Menschennägel. In Momentaufnahmen werden in Wien raue Handwäscherinnen, der Abtransport jüdischer Menschen, oder sogenannte Mannequinschülerinnen gezeigt, daneben die vor dem Fernseher gestorbene Mumie eines alten Mannes: Die Zeiten gehen von den 1940er über die 1950er Jahre in die aktuelle Gegenwart über. Topographie und Zeitlichkeit des Romans geraten in Bewegung, die untoten Figuren vervielfachen sich, werden so durch die Zeiten gezerrt. Manchmal sind ihre Bewegungen im Zeitraffer gefangen und fürchterlich schnell. Dann wiederum werden die Figuren Opfer von Vergewaltigungen und Morden, denen sie beobachtend beiwohnen. In wiederkehrender Obsession masturbieren die Figuren, zwingen einander zum Oralsex oder penetrieren den Anderen gewaltsam.
Diese phantastische, zugleich obszön-brutale Art einer Öffnung der Gegenwart für die Vergangenheit durch ein Zulassen von traumatisierten Erinnerungen und umgekehrt einer Öffnung der Vergangenheit für die Gegenwart durch die Totenwiederkehr wird durch das Zitieren von mythischen Erzählungen des Aufdeckens von verborgener Wahrheit im diskursiven Kontrapunkt erzählerisch begleitet. So zitiert Jelinek diejenigen Varianten abendländischer Erzählung, die eine Erlösung sowie die Wahrheit im nekromantischen Abstieg zu den Toten und im Aufstieg zum Licht finden. Es wird die christliche Erlösung durch die leibliche Auferstehung der Toten zu Gott, der Abstieg von Orpheus in den Hades, der Aufstieg zum Licht der Erkenntnis wie es Platons Höhlengleichnis vorgibt, sowie das Aufdecken der Wahrheit im Modell der Apokalypse vor dem Hintergrund postmoderner, medialgesteuerter Gegenwart im ironischen Überzug Jelinekscher Kritik gezeigt. Die zitierten Erzählungen, die Sinnbilder abendländischer Erkenntnisfindung im Grenzgang zwischen Leben und Tod darstellen, benutzt der Roman, indem er sie mit seinem Erinnerungsprojekt kurzschließt.
Die 35 Kapitel werden dabei durchaus durch Spannungsbögen zusammengehalten, in welche die untoten Figuren eingebunden sind. Als Höhepunkte des Romans lassen sich die Eintritte der Untoten in eine andere Dimension begreifen, wenn sie einer neuerlichen Vervielfältigung erschrocken begegnen. Grausame Spannung bieten die Totensexkapitel zwischen Edgar und Gudrun, wenn die Figuren im Sex verwesend zerfallen. Die einzelnen Kapitel sind dabei in Absätze gegliedert, die einer Figur oder einem Figurenpaar zugeordnet sind. Die Erzählperspektive allerdings wechselt auch innerhalb eines Satzgefüges vom Auto-Kommentar einer Ich-Instanz, zum Kommentar eines Wir-Kollektivs zu einem auktorialen Erzählstil. Ein Kapitel hat meist einen diskursiven Schwerpunkt, der auf den Ebenen des metaphorischen Sprechens verbildlicht wird. (Karin Frenzel flattert beispielsweise mit Flügeln, wenn die Erzählung von der Nicht-Entfaltbarkeit gepanzerter Persönlichkeitsstrukturen handelt. D.h. die Metaphorik der Sprache wird rückübersetzt und handlungsstiftend.) Diesem Geschehen, das sich aus den – hier so genannten – 'Sprachflächen’ ergibt, werden die Figuren und Schauplätze zugeordnet, was mit den Vervielfältigungen der Figuren und Orte einhergeht. Im letzten Romandrittel allerdings bestimmt ein stetiger Wechsel der Perspektiven und Sprachflächen die Folge der Absätze und Kapitel.

## Intertextuelle Bezüge
Der Roman gewinnt seine besondere Qualität aus seinen vielschichtigen Text- und Sprachebenen. Intertextuelle Bezüge bestehen unter vielen anderen zur Bibel, insbesondere zum 5. Buch Mose, zu Martin Heideggers Deutung von Platons Höhlengleichnis, zu Hans Leberts Roman Die Wolfshaut, zu Paul Celans Todesfuge, und zur Österreichischen Bundeshymne. Ebenso werden zahlreiche Filme zitiert – bekanntester ist der Horrorfilm Carnival of Souls von Herk Harvey. In seinen kritischen Kommentaren referiert der Roman auf Personen des öffentlichen Lebens aus der Zeit des Nationalsozialismus bis zur Romangegenwart, darunter ranghohe Politiker, Prominente aus der Sport- und Unterhaltungsbranche, sowie Germanisten und Schriftsteller.

## Zeitgeschichtliche Hintergründe
Die Kinder der Toten umfasst alle Themen aus Jelineks literarischem Werk (Kritik an den Arbeits- und Geschlechterverhältnissen, an Rassismus und Antisemitismus) und steht für ihr politisches Engagement gegen rechtspopulistische Tendenzen.
Der Roman wurde pünktlich zum 50-jährigen Jubiläum des Endes des Zweiten Weltkriegs veröffentlicht. Mit seinem Fokus auf die Erinnerung der Shoah reagiert er auf die politischen Debatten zum Erbe des Faschismus wie sie in Österreich seit Mitte der 1980er Jahre geführt werden. Ausgelöst durch die Affäre um die Wahl des damaligen österreichischen Bundespräsidenten Kurt Waldheim, ehemaliges Mitglied der SA, wurde die Opferdoktrin Österreichs öffentlich diskutiert. Mit dem Staatsvertrag von 1955 begriff sich Österreich nicht als eigentliches Täterland, sondern als Opfer des Nationalsozialismus. Erst 1991 hat der damalige Bundeskanzler Franz Vranitzky offiziell die Täterschaft Österreichs im Nationalsozialismus eingeräumt und die Opferlegende revidiert.
Das aufarbeitende Gedenken des Faschismus und ein institutionalisiertes Erforschen der Vernichtung der Juden oder des Euthanasie-Programms gehören deswegen zu den jüngeren Anliegen der Österreichischen Republik. Der Roman begleitet kritisch diesen Umbruch im österreichischen Gedenken, wenn er künstlerische Ausdrucksweisen für das Feld sucht, welches sich zwischen Vranitzkys Revidierung der sog. Opferlüge und dem bedrohlichen Aufstreben des rechtspopulistischen FPÖ-Frontmanns Jörg Haider aufspannte. Jörg Haider konnte seine Macht bis ins Jahr 2000 soweit ausbauen, dass die FPÖ Regierungspartei wurde, woraufhin Österreich von der EU mit Sanktionen verwarnt wurde. Jelineks Roman fängt also das gärende politische Klima Österreichs Anfang der 1990er Jahre ein und liefert einen kritischen Abgesang auf die scheinbare Wende im Gedenken.

## Übersetzungen
- Niederländisch: De kinderen van de doden. Ü: Ria van Hengel. Amsterdam 1998.
- Russisch: Deti mertvych. Ü: Tatjana Nabatnikova. St. Petersburg 2006.
- Französisch: Enfants des Morts. Ü: Olivier Le Lay. Paris 2007.
- Polnisch: Dzieci umarlych. Ü: Agnieszka Kowaluk. Warschau 2009.
- Japanisch: Shisha no Kodomotachi. Ü: Keiko Nakagome, Kazuko Okamtot, Tzuneo Sunaga. Tokio 2010. Mit einem Vorwort von Elfriede Jelinek.[8]
- Englisch: The Children of the Dead. Ü: Gitta Honegger. Yale 2024.[9]

## Verfilmung
Für die 50. Auflage des Avantgardefestivals steirischer herbst hat Jelinek ihren Roman zu einer „freien filmischen Adaption“ des amerikanischen Performancekollektivs Nature Theater of Oklahoma freigegeben. Der in und um Neuberg an der Mürz gedrehte Spielfilm Die Kinder der Toten wurde von Ulrich Seidl produziert und zu den Internationalen Filmfestspielen Berlin 2019 eingeladen.

## Rezensionen
- Iris Radisch: Maxima Moralia. In: Die Zeit Nr. 38 vom 15. September 1995 online auf zeit.de
- Gisela von Wysocki: Die Kinder der Toten. Elfriede Jelinek lässt die Gemordeten des Krieges sprechen. In: Die Zeit Nr. 34, 16. August 2012, S. 49.
- Pia Janke: Werkverzeichnis Elfriede Jelinek. Wien 2004.
- Dustin Illingworth: A Nobel Prize winner’s magnum opus arrives in English at last. In: Washington Post. online auf washingtonpost.com
- John Semley: Down in the Dirt With Elfriede Jelinek. Hrsg.: The Nation. 26. Juni 2024 (englisch, thenation.com [abgerufen am 18. August 2024]).

## Sekundärliteratur
- Andrea Albrecht: „So lustig ists später nie mehr geworden“. Anmerkungen zum Verhältnis von Erinnerung, Groteske und Ironie in Elfriede Jelineks „Die Kinder der Toten“. In: Marian Holona, Claus Zittel (Hrsg.): Positionen der Jelinek-Forschung. Beiträge zur Polnisch-Deutschen Elfriede Jelinek-Konferenz Olsztyn 2005. Bern 2008, S. 87–104.
- Thomas Ballhausen, Günter Krenn: This is Hell: Elfriede Jelinek’s „Children ot the Dead“ and Her Rewriting of Herk Harvey’s „Carnival of Soul“. In: Alice Autelitano, Valentina Re (Hrsg.): il racconto del film. narrating the film. Udine 2006.
- Jens Birkmeyer: Elfriede Jelinek. Tobsüchtige Totenwache. In: Norbert Otto Eke, Hartmut Steinecke: Shoah in der deutschsprachigen Literatur. Berlin 2006.
- Anja Gerigk: Verhandlung und Reflexion: Tabu(rück)bildung zwischen Literatur und Kultur am Beispiel von Elfriede Jelineks „Die Kinder der Toten“. In: Claude Conter (Hrsg.): Justitiabilität und Rechtmäßigkeit. Verrechtlichungsprozesse von Literatur und Film in der Moderne. Amsterdam 2010.
- Jutta Gsoels-Lorensen: Elfriede Jelinek's „Die Kinder der Toten“: Representing the Holocaust as an Austrian Ghost Story. In: Germanic Review. Volume 81, No 4, Herbst 2006.
- Roland Innerhofer: „Da tauchen Menschen auf und verschwinden wieder“. Horrorszenarien in Elfriede Jelineks Roman „Die Kinder der Toten“. In:  Biedermann, Claudio / Stiegler, Christian (Hg.): Horror und Ästhetik. Konstanz 2008, S. 86–101.
- Marlies Janz: „Die Geschichte hat sich nach 45 entschlossen, noch einmal ganz von vorne zu beginnen...“ Elfriede Jelineks Destruktion des Mythos historischer ,Unschuld‘. In: Bartens, Daniela und Pechmann, Paul (Hg.): Elfriede Jelinek. Die internationale Rezeption. Dossier Extra. Wien 1997.
- Rainer Just: Zeichenleichen – Reflexionen über das Untote im Werk Elfriede Jelineks. PDF
- Klaus Kastberger: Wir Kinder der Toten. Spektren bei Elfriede Jelinek
- Klaus Kastberger, Stefan Maurer (Hrsg.): Heimat und Horror bei Elfriede Jelinek. (Wien: Sonderzahl 2019)
- Joachim Lux: Die Heimat, der Tod und das Nichts. 42.500 Zeichen über die Heimatdichterin Elfriede Jelinek: kurz und bündig. In: Arbeitsbuch Elfriede Jelinek. Theater der Zeit, Juli 2006 PDF
- Maria Regina Kecht: The Polyphony of Remembrance. Reading „Die Kinder der Toten“ [„The Childeren of the Dead“]. In: Lamb-Faffelberger, Margarete / Konzett, Matthias P. (Hg.): Elfriede Jelinek. Writing Woman, Nation, and Identity. Madison 2007. S. 189–220.
- Moira Mertens: Die Ästhetik der Untoten. Berlin 2008 PDF
- Julie Miess: Neue Monster. Postmoderne Horrortexte und Autorinnen. Köln 2010.
- Lea Müller-Dannhausen: Die intertextuelle Verfahrensweise Elfriede Jelineks. Am Beispiel der Romane „Die Kinder der Toten“ und „Gier“. In: Nagelschmidt, Ilse (Hg.): Zwischen Trivialität und Postmoderne. Literatur von Frauen in den 90er Jahren. Frankfurt am Main 2002, S. 185–206.
- Fatima Naqvi: After Life: Reflections on Jelinek’s Works since 1995. In: Modern Austrian Literature 39, 2006, S. 3–13.
- Annika Nickenig: Versehrte Körper: Sexualität und Zeugenschaft in Elfriede Jelineks „Die Ausgesperrten“ und „Die Kinder der Toten“. In: Ruthner, Clemens / Whitinger, Raleigh (Hg.): Contested Passions. Sexuality, Eroticism, and Gender in Modern Austrian Literature and Culture. New York 2011, S. 375–388.
- Jessica Ortner: Intertextualität als Poetologie der Erinnerung – eine Annäherung an Elfriede Jelineks Roman „Die Kinder der Toten“. In: Text & Kontext. Jahrbuch für germanistische Literaturforschung in Skandinavien 32, 2010, S. 95–120.
- Jessica Ortner: Poetologie „nach Auschwitz“. Narratologie, Semantik und sekundäte Zeugenschaft in Elfriede Jelineks Roman „Die Kinder der Toten“. Kopenhagen, Diss. 2012.
- Dana Pfeiferová: Eine radikale Kritik des österreichischen Unschuldsmythos: Elfriede Jelineks „Die Kinder der Toten“. In: Knafl, Arnulf / Schmidt-Dengler, Wendelin (Hg.): Unter Kanonverdacht. Wien 2009, S. 133–150.
- Alexandra Pontzen: Pietätlose Rezeption? Elfriede Jelineks Umgang mit der Tradition in „Die Kinder der Toten“. In: Müller, Sabine / Theodorsen, Catherine (Hg.): Elfriede Jelinek – Tradition, Politik und Zitat. Wien 2008, S. 51–69.
- Ralf Schnell: „Ich möchte seicht sein“ – Jelineks Allegorese der Welt: „Die Kinder der Toten“. In: Waltraud Wende (Hg.): Nora verläßt ihr Puppenheim. Autorinnen des zwanzigsten Jahrhunderts und ihr Beitrag zur ästhetischen Innovation. Stuttgart/Weimar 2000.
- Sabine Treude: „Die Kinder der Toten“ oder: Eine Verwicklung der Geschichten mit einer Geschichte, die fehlt. In: Elfriede Jelinek. Text + Kritik 117, 1999, S. 100–109.
- Juliane Vogel: „Keine Leere der Unterbrechung“ – „Die Kinder der Toten“ oder der Schrecken der Falte. In: Modern Austrian Literature. Vol. 39, No. 3/4, 2006.
- Juliane Vogel: Lob der Oberfläche. Zum Werk von Elfriede Jelinek. München 2010.
- Sylvia Weiler: Elfriede Jelinek ermittelt. Zur Genese einer literarischen 'Ästhetik des Widerstreits' im Spiegel der „Ermittlung“ und der „Ästhetik des Widerstands“. In: Michael Hofmann u. a.: Peter Weiss Jahrbuch für Literatur, Kunst und Politik im 20. Jahrhundert. Bd. 11. St. Ingbert 2002.
- Ian W. Wilson: Greeting the Holocaust's Dead? Narrative Strategies and the Undead in Elfriede Jelinek's „Die Kinder der Toten“. In: Modern Austrian Literature. Vol. 39, No. 3/4, 2006. S. 27–55.